# Andreas Angelidakis
Andreas Angelidakis (* 1968 in Athen) ist ein Installationskünstler.

## Leben und Werk
Andreas Angelidakis studierte am Southern California Institute of Architecture und an der Columbia University in New York. Er arbeitet auf der Schnittstelle von Kunst und Architektur. Er stellte auf der documenta 14 die Arbeit Polemos im Fridericianum und zeitgleich Demos in Athen aus. Es handelt sich dabei um eine mobile, wandelbare Skulptur.